# Dhulaganawadi, Chikodi
Dhulaganawadi là một làng thuộc tehsil Chikodi, huyện Belgaum, bang Karnataka, Ấn Độ.